# Un mazzo di fiori per una come me
Un mazzo di fiori per una come me (ブスに花束を?, Busu ni hanataba o, lett. "Bouquet per una ragazza brutta") è un manga scritto e disegnato da Roku Sakura e serializzato dal 4 aprile 2016 al 2 settembre 2022 sulla rivista Young Ace edita da Kadokawa Shoten. I capitoli sono stati raccolti in 13 volumi tankōbon. Un adattamento anime prodotto da Silver Link viene trasmesso dal 4 luglio 2025.

## Trama
Hana Tabata, una studentessa impopolare del primo anno delle superiori che si definisce brutta, ha l'abitudine di andare a scuola presto per sostituire periodicamente i fiori sistemati in un vaso nella sua classe. Una mattina come tante, fa il solito cambio di fiori e, notando che alcuni di quelli vecchi sono ancora belli, decide di mettersene uno tra i capelli come decorazione, imitando l'eroina di un manga che ha letto. Poco dopo arriva Yosuke, un suo compagno di classe, che le fa i complimenti perché la trova carina con i fiori tra i capelli. Tuttavia, Hana fraintende la cosa a causa dei suoi costanti pensieri negativi e scappa in bagno. Intanto, Yosuke nota che i fiori sulla cattedra sono diversi da quelli del giorno precedente. Nel frattempo, Hana pensa a un modo per chiedere a Yosuke di mantenere il segreto riguardo alla vicenda dei fiori, temendo che qualcuno possa parlare male di lei. Dopo vari tentativi falliti di parlare con il ragazzo, Yosuke avrà modo di incontrare personalmente Hana e capirà che è stata sempre lei a cambiare i fiori della classe. Decide quindi di mantenere il suo segreto su richiesta di Hana. Da quel momento in poi, Hana e Yosuke si incontreranno in varie circostanze, e questo porterà spesso la ragazza a farsi delle idee sbagliate o esagerate riguardo alla gentilezza del compagno di classe, trovando improbabile che un personaggio affascinante come lui possa dedicare del tempo a una come lei, ma Yosuke, grazie alla sua gentilezza, le farà capire che l'aspetto non è tutto e bisogna andare oltre le apparenze.

## Personaggi
Hana Tabata (田端 花?, Tabata Hana)
Doppiata da: Saori Hayami
Studentessa del primo anno delle superiori. È tranquilla e di buon cuore, ma pensa di essere brutta. Ha una vista debole ed è leggermente sovrappeso. Fin da piccola è stata ridicolizzata venendo definita "brutta", cosa che ha influenzato la sua attuale personalità. Adora i manga shōjo e i giochi romantici sulle donne. Dopo aver ammirato l'eroina di un manga shōjo, il suo interesse per i fiori è cresciuto e ha deciso di diventare membro del comitato di abbellimento.
Yosuke Ueno (上野 陽介?, Ueno Yōsuke)
Doppiato da: Shimba Tsuchiya
Il ragazzo più bello della classe. Apparteneva al club di basket alle scuole medie ed è popolare tra le ragazze. Lavora part-time in un ristorante di okonomiyaki. Per diverso tempo si è chiesto chi fosse la persona che si occupava di cambiare periodicamente i fiori della classe e una volta scoperto che si tratta di Hana, ha iniziato a parlarle per conoscerla meglio.
Sumire Uguisudani (鶯谷 すみれ?, Uguisudani Sumire)
Doppiata da: Yoshino Aoyama
È la ragazza più bella della classe, ma dietro la sua apparenza brillante e gentile si nasconde un lato calcolatore e subdolo. Nonostante molti ragazzi la perseguitino per il suo aspetto, si innamora di Yosuke, che la tratta seconda senza secondi fini. Quando si rende conto che Yusuke prova dei sentimenti per Hana, si avvicina a lei apparentemente in modo amichevole, ma in realtà agisce come una rivale alle sue spalle. Dopo essere stata respinta da Yosuke, trova conforto nell'aiuto di Tetsuo e gradualmente inizia a trascorrere più tempo con lui.
Tetsuo Gotanda (五反田 鉄男?, Gotanda Tetsuo)
Doppiato da: Yoshimasa Hosoya
È il migliore amico di Yosuke dai tempi delle scuole medie ed è anche membro del club di judo. Nonostante la sua apparenza severa e la sua espressione immutabile, è una persona gentile e premurosa. È l'unico che conosce la personalità nascosta di Sumire, ma la tratta in modo equo e le fornisce consigli utili. Per distrarla dal suo crepacuore, la porta spesso al karaoke o in sala giochi, e in seguito trascorrono sempre più tempo insieme.
Tsutomu Shimbashi (新橋 努?, Shimbashi Tsutomu)
Doppiato da: Tasuku Hatanaka
Un ragazzo che fa parte del gruppo popolare della classe, ma nonostante ciò sembra sempre irrequieto. Di bassa statura e dall'aspetto ordinario, indossava gli occhiali fino alle scuole medie. Quando entra al liceo, inizia a tingersi i capelli e indossare lenti a contatto. Ha una cotta per Sumire, ma a causa della sua bassa autostima non ha ancora trovato il coraggio per dichiararsi.
Keisuke Ueno (上野 圭介?, Ueno Keisuke)
Doppiato da: Makoto Koichi
Il fratello minore distaccato di Yosuke, che frequenta la scuola elementare. Pur essendo maturo per la sua età, mostra occasionalmente un lato infantile. Come Yosuke, è popolare tra le ragazze della scuola, anche se lui lo ignora.
Sayaka Otsuka (大塚 彩華?, Ōtsuka Sayaka)
Una studentessa trasferita che ha frequentato la stessa scuola media di Yosuke e Tetsuo. È una gyaru dal carattere allegro che ama truccarsi. Durante le prove del coro alle scuole medie, veniva spesso presa in giro perché era stonata e non aveva il senso del ritmo. In seguito, durante gli allenamenti, è diventata amica di Yosuke e Tetsuo.

## Media

### Manga
Il manga, scritto e disegnato da Roku Sakura, è stato serializzato dal 4 aprile 2016 al 2 settembre 2022 sulla rivista Young Ace edita da Kadokawa Shoten. I capitoli sono stati raccolti in 12 volumi tankōbon pubblicati dal 4 novembre 2016 al 4 novembre 2022; un tredicesimo volume è stato pubblicato il 4 agosto 2025.
Una serie in "edizione speciale", intitolato Busu ni hanataba o: Bloom (ブスに花束を。～Bloom～?), viene serializzata su Young Ace dal 4 marzo 2025.
Nel giugno 2024, Yen Press ha annunciato di aver concesso la licenza per la pubblicazione in inglese della serie a partire dal novembre 2024.

#### Volumi
| 1  | 4 novembre 2016 | ISBN 978-4-04-104884-9 |
| 1  | Capitoli (traduzioni letterali dei titoli) - 1. Una ragazza impopolare e un riajuu (喪女とリア充?, Moon'na to riajū) - 2. Come misurare la distanza tra te e la persona ideale (正しい人との距離の測り方?, Tadashī hito to no kyori no hakarikata) - 3. Come si comportano le ragazze mafiose (モブ女子の身の振り方?, Mobu joshi no minofurikata) - 4. Debutto al liceo (高校デビュー?, Kōkō debyū) - 5. Essere la protagonista per un giorno (年に一度の主役日?, Toshi ni ichido no shuyaku-bi) - 6. Fare cose carine (可愛いは作ってる?, Kawaii wa tsukutteru) - La famiglia Tabata dopo i capitoli 1, 2 e 5 (あの後シリーズ1・2・5話の後の田端家?, Ano go shirīzu 1 2 5-wa no nochi no Tabata-ka) - Shinbashi dopo il capitolo 4 (あの後シリーズ4話の後の新?, Ano go Shinbashi 4-wa no nochi no shin) |                        |
| 2  | 4 luglio 2017 | ISBN 978-4-04-105648-6 |
| 2  | Capitoli (traduzioni letterali dei titoli) - 7. La ragazza impopolare e il fiore irraggiungibile (喪女と高嶺の花?, Moon'na to takane no hana) - 8. Imbarazzante (恥ずかしい?, Hazukashī) - 9. La ragazza impopolare e la gioventù di oggi (喪女と今ドキ男子?, Moon'na to ima doki danshi) - 10. Non capisco le ragazze (女子ってわかんない?, Joshi tte wakan'nai) - 11. Il festival dello sport delle caste inferiori (カースト下位の球技祭?, Kāsuto kai no kyūgi-sai) - 12. Il festival dello sport delle caste inferiori 2 (カースト下位の球技祭 2?, Kāsuto kai no kyūgi-sai 2) - Ho sentito male (空耳?, Soramimi) - Un risultato diverso (結果すれ違う思い?, Kekka surechigau omoi) |                        |
| 3  | 29 dicembre 2017 | ISBN 978-4-04-106396-5 |
| 3  | Capitoli (traduzioni letterali dei titoli) - 13. Stai attenta ai cambiamenti di look (イメチェンは慎重に?, Imechen wa shinchō ni) - 14. Le ragazze sono una seccatura (女子ってめんどくさい?, Joshi tte mendokusai) - 15. Il fiore rimasto sullo scaffale (君は売れ残りの花?, Kimi wa urenokori no hana) - 16. Un'estate soffocante (夏は息苦しい?, Natsu wa ikigurushī) - 17. Amore, non iniziare (恋よ、始まるな?, Koi yo, hajimaru na) - Una storia dietro le quinte - Un brutto fiore. (ブス花 ちょこっと裏話。?, Busu hana chokotto urabanashi.) - 18. L'estate si sta avvicinando rapidamente!? (急接近の夏!??, Kyū sekkin no natsu!?) - La famiglia Ueno dopo il capitolo 16 (あの後シリーズ 16話の後の上野家?, Ano go shirīzu 16-wa no nochi no ueno-ka) - La ragazza impopolare e la lettera (喪女と手紙?, Moon'na to tegami) |                        |
| 4  | 4 luglio 2018 | ISBN 978-4-04-107056-7 |
| 4  | Capitoli (traduzioni letterali dei titoli) - 19. Avanti! Vacanze estive (進め!夏休み?, Susume! Natsuyasumi) - Tutti dopo il capitolo 19 (あの後シリーズ 19話の後の皆?, Ano go shirīzu 19-wa no nochi no mina) - 20. Amore e focaccine (恋とスコーン?, Koi to sukōn) - Uguisudani e Gotanda dopo il capitolo 20 (あの後シリーズ 20話の後の鶯谷と五反田?, Ano go shirīzu 20-wa no nochi no Uguisudani to Gotanda) - 21. Un piccolo passo (小さな一歩?, Chīsana ippo) - Ueno e Tabata dopo il capitolo 21 (あの後シリーズ 21話の後の上野と田端?, Ano go shirīzu 21-wa no nochi no Ueno to Tabata) - 22. La giornata in cui sono la protagonista una volta all'anno (giornata di preparazione) (年に一度の主役日 (準備日)?, Toshi ni ichido no shuyaku-bi (junbi-bi)) - La famiglia Ueno dopo il capitolo 22 (あの後シリーズ 22話の後の上野家?, Ano go shirīzu 22-wa no nochi no Ueno-ka) - 23. La giornata in cui sono la protagonista una volta all'anno (quel giorno) (年に一度の主役日 (当日)?, Toshi ni ichido no shuyaku-bi (tōjitsu)) - 24. Voglio vedere i fuochi d'artificio con te (君と花火が見たい?, Kimi to hanabi ga mitai) - La famiglia Ueno dopo il capitolo 23 (あの後シリーズ 23話の後の上野家?, Ano go shirīzu 23-wa no nochi no Ueno-ka) |                        |
| 5  | 29 dicembre 2018 | ISBN 978-4-04-107734-4 |
| 5  | Capitoli (traduzioni letterali dei titoli) - 25. Nuovo semestre, l'imprevisto di Ueno. (新学期、上野事件。?, Shin gakki, Ueno jiken.) - 26. Finché non viene messo a fuoco (ピントが合うまで?, Pintogaau made) - Tabata e Otsuka dopo il capitolo 26 (あの後シリーズ 26話の後の田端と大塚?, Ano go shirīzu 26-wa no nochi no Tabata to Ōtsuka) - 27. Dolce e secco (あまくてからい?, Amakute karai) - Uguisudani e l'acido carbonico dopo il capitolo 27 (あの後シリーズ 27話の後の鶯谷と炭酸?, Ano go shirīzu 27-wa no nochi no Uguisudani to tansan) - 28. Questa è una zona di tempesta (ここは暴風域?, Koko wa bōfū-iki) - La famiglia Tabata dopo il capitolo 28 (あの後シリーズ 28話の後の田端親子?, Ano go shirīzu 28-wa no nochi no Tabata oyako) - 29. Può solo migliorare (前進あるのみ?, Zenshin aru nomi) - La famiglia Ueno dopo il capitolo 29 (あの後シリーズ 29話の後の上野家?, Ano go shirīzu 29-wa no nochi no Ueno-ka) - 30. Non possiamo restare amici (友達のままじゃいられない?, Tomodachi no mama ja i rarenai) - Il festival culturale di Tabata 1, 2 e 3 (田端の文化祭 ①・②・③?, Tabata no bunkamatsuri ① ② ③) |                        |
| 6  | 4 luglio 2019 | ISBN 978-4-04-107735-1 |
| 6  | Capitoli (traduzioni letterali dei titoli) - 31. Sei un amico (君は友達?, Kimi wa tomodachi) - Interludio al festival culturale (文化祭 幕間?, Bunkamatsuri makuai) - 32. Il primo amore non dura per sempre (初恋はままならない?, Hatsukoi wa mamanaranai) - La tecnica di pedinamento di Ueno e Otsuka nel capitolo 32 (32話の上野と大塚の尾行技術?, 32-Wa no Ueno to Ōtsuka no bikō gijutsu) - 33. Sintomi simili al raffreddore (風邪によく似た症状?, Kaze ni yoku nita shōjō) - Tabata dopo il capitolo 33 (あの後シリーズ 33話の後の田端?, Ano go shirīzu 33-wa no nochi no Tabata) - 34. La ragazza impopolare e la gyaru (ギャルと喪女?, Gyaru to moon'na) - La storia del gruppo che pratica danza dopo il capitolo 34 (あの後シリーズ 34話の後のダンス練習組の話?, Ano go shirīzu 34-wa no nochi no dansu renshū-gumi no hanashi) - 35. Relazione senza nome (名前のつかない関係?, Namae no tsukanai kankei) - Special Thanks! (スペシャルサンクス!?, Supesharu Sankusu!) - .Uguisudani e Gotanda al ristorante per famiglie nel capitolo 35 (35話の鶯谷と五反田 ファミレスにて?, 35-wa no Uguisudani to Gotanda famiresu nite) - 36. Un ragazzo dal volto sconosciuto (知らない顔をした男の子?, Shiranai kao o shita otokonoko) - Storia mattutina (朝の話?, Asa no hanashi) |                        |
| 7  | 28 dicembre 2019 | ISBN 978-4-04-108933-0 |
| 7  | Capitoli (traduzioni letterali dei titoli) - 37. Sappi che ti amo. (好きって知って。?, Suki tte shitte.) - Causa finale: Il mio cuore batte troppo (最終原因:胸のときめきすぎ?, Saishū gen'in: Mune no tokimeki-sugi) - 38. Dio, dammi una pacca sulla spalla (神様、背中を押して?, Kamisama, senaka o oshite) - Dopo il capitolo 38 (あの後シリーズ 38話の後の話?, Ano go shirīzu 38-wa no nochi no hanashi) - 39. Non posso dire di non avere secondi fini, ma sono sincero (下心がないとは言えないけど真心です?, Shitagokoro ga nai to wa ienaikedo magokorodesu) - Tabata dopo il capitolo 39 (あの後シリーズ 39話の後の田端?, Ano go shirīzu 39-wa no nochi no Tabata) - 40. Doppio appuntamento con escort pessime (エスコート下手たちのダブルデート?, Esukōto heta-tachi no Daburu Dēto) - Ho provato a risolverlo con il mio portafoglio (何かというと財布で解決しようとしてしま?, Nani ka to iu to saifu de kaiketsu shiyou to shite shima) - 41. Storie d'amore ovunque (どこにでもある恋の話?, Doko ni demo aru koi no hanashi) - I fratelli Ueno dopo il capitolo 41 (あの後シリーズ 41話の後の上野兄弟?, Ano go shirīzu 41-wa no nochi no Ueno kyōdai) - 42. Nuova normalità (新日常?, Shin nichijō) - Sessione di debriefing 1 (報告会 1?, Hōkoku-kai 1) - Sessione di debriefing 2 (報告会 2?, Hōkoku-kai 2)                                                                                    |                        |
| 8  | 4 luglio 2020 | ISBN 978-4-04-109635-2 |
| 8  | Capitoli (traduzioni letterali dei titoli) - 43. Non farmi sapere che non sei bravo (駄目な奴だって気づかないでくれ?, Damena yatsu datte kidzukanaide kure) - Il lavoro part-time dopo il capitolo 43 (あの後シリーズ 43話の後のバイト先?, Ano go shirīzu 43-wa no nochi no baito-saki) - 44. Il San Valentino delle ragazze (少女たちのバレンタイン?, Shōjo-tachi no Barentain) - Il San Valentino di Keisuke 1 (圭介のバレンタイン1?, Keisuke no Barentain 1) - 45. Il San Valentino dei ragazzi (少年たちのバレンタイン?, Shōnen-tachi no Barentain) - Il San Valentino di Keisuke 2 (圭介のバレンタイン 2?, Keisuke no Barentain 2) - 46. 100 punti fidanzato (100点彼氏?, 100-ten kareshi) - Lo stendardo d'amore di Ueno (上野の恋バナ?, Ueno no koi bana) - 47. Voglio essere la tua "carina" (君の「可愛い」になりたいので?, Kimi no `kawaii' ni naritainode) - La notte prima dell'appuntamento (デート前夜?, Dēto zen'ya) - 48. Pesce rosso (きんぎょいろ?, Kingyo iro) - Come talismano (お守りとして?, Omamori to shite) - Nel frattempo, la famiglia Tabata in quel momento (一方その頃の田端家?, Ippō sonokoro no Tabata-ka) - Non conosco Yosuke Ueno (上野陽介はわからない?, Ueno Yōsuke wa wakaranai) |                        |
| 9  | 28 dicembre 2020 | ISBN 978-4-04-109636-9 |
| 9  | Capitoli (traduzioni letterali dei titoli) - 49. Guerra di posizione per il nuovo anno (新年度立ち位置戦争?, Shin nendo tachi ichi sensō) - Le misurazioni fisiche primaverili e urlo rumoroso (春の身体測定は阿鼻叫喚?, Haru no karada sokutei wa abikyōkan) - 50. Senpai e kohai (先輩と後輩?, Senpai to kōhai) - Le due dopo il capitolo 50 (あの後シリーズ 50話の後の二人?, Ano go shirīzu 50-wa no nochi no futari) - 51. Una relazione ancora tutta da definire (まだ名前をつけない関係?, Mada namae o tsukenai kankei) - Gotanda dopo il capitolo 51 (あの後シリーズ 51話の後のおのれ五反田?, Ano go shirīzu 51-wa no nochi no onore Gotanda) - 52. Tu sei l'MVP (君が MVP?, Kimi ga MVP) - Ueno e Iriya dopo il capitolo 52 (あの後シリーズ 52話の後の上野と入谷?, Ano go shirīzu 52-wa no nochi no ueno to Iriya) - 53. Dolori crescenti (成長痛?, Seichōtsū) - Il senpai Yoshida dopo il capitolo 53 (あの後シリーズ 53話の後の吉田先輩?, Ano go shirīzu 53-wa no nochi no Yoshida senpai) - 54. Gemmazione 1 (芽生え 1?, Mebae 1) |                        |
| 10 | 3 agosto 2021 | ISBN 978-4-04-111456-8 |
| 10 | Capitoli (traduzioni letterali dei titoli) - 55. Gemmazione 2 (芽生え 2?, Mebae 2) - . Akabane dopo il capitolo 55 (あの後シリーズ 55話の後の赤羽?, Ano go shirīzu 55-wa no nochi no Akabane) - 56. Gemmazione 3 (芽生え 3?, Mebae 3) - 56.5. Gita scolastica edizione extra 4-koma (修学旅行 4コマ番外編?, Shūgakuryokō 4-koma bangai-hen) - Ueno dopo il capitolo 56.5 (あの後シリーズ 56.5話の後の上野?, Ano go shirīzu 56.5-wa no nochi no Ueno) - 57. Aspetta di diventare adulta (大人になるから待っていろ?, Otona ni naru kara matte iro) - Le ragazze dopo il capitolo 57 (あの後シリーズ 57話の後の女子たち?, Ano go shirīzu 57-wa no nochi no joshi-tachi) - 58. Suo padre (彼女のお父さん?, Kanojo no otōsan) - La famiglia Ueno dopo il capitolo 58 (あの後シリーズ 58話の後の上野家?, Ano go shirīzu 58-wa no nochi no Ueno-ka) - 59. Giochiamo ancora (また遊ぼうぜ?, Mata asobou ze) - La famiglia Gotanda dopo il capitolo 59 (あの後シリーズ 59話の後の五反田家?, Ano go shirīzu 59-wa no nochi no Gotanda-ka) - 60. Essere un amante segreto è difficile. (内緒の恋人って難しい。?, Naisho no koibito tte muzukashī.) - Una storia familiare di Inoue e Kurokawa (なれそめの話 井上と黒川?, Nare some no hanashi Inoue to Kurokawa) - Una storia familiare di Kimura e Yumichi (なれそめの話 木村とゆみち?, Nare Some no hanashi Kimura to Yumichi)                                          |                        |
| 11 | 4 febbraio 2022 | ISBN 978-4-04-111457-5 |
| 11 | Capitoli (traduzioni letterali dei titoli) - 61. Adoro il capogruppo che mi fa il tifo (恋愛応援団・団長俺?, Ren'ai gen-dan danchō ore) - Akabane e Iriya dopo il capitolo 61 (あの後シリーズ 61話の後の赤羽と入谷?, Ano go shirīzu 61-wa no nochi no Akabane to Iriya) - 62. Summer Girl (サマーガール?, Samā Gāru) - Sulla strada di casa dopo il capitolo 62 (あの後シリーズ 62話の後の帰り際?, Ano go shirīzu 62-wa no nochi no kaerigiwa) - 63. Il primo lavoro part-time di una ragazza impopolare (喪女、初めてのバイト?, Moon'na, hajimete no baito) - La famiglia Tabata dopo il capitolo 63 (あの後シリーズ 63話の後の田端家?, Ano go shirīzu 63-wa no nochi no Tabata-ka) - 64. Amante (恋人?, Koibito) - Tabata e Ueno dopo il capitolo 64 (あの後シリーズ 64話の後の田端と上野?, Ano go shirīzu 64-wa no nochi no Tabata to Ueno) - 65. Il fenomeno che mi fa vedere la persona che amo come splendente. (好きな人が輝いて見える事象について。?, Sukinahito ga kagayaite mieru jishō ni tsuite.) - Dopo il capitolo 65 (あの後シリーズ 65話の後の?, Ano go shirīzu 65-wa no nochi no) - 66. Definisci questa relazione. (この関係に名前をつけて。?, Kono kankei ni namae o tsukete.) - Uguisudani e Gotanda dopo il capitolo 66 (あの後シリーズ 66話の後の鶯谷と五反田?, Ano go shirīzu 66-wa no nochi no Uguisudani to Gotanda)                                                                  |                        |
| 12 | 4 novembre 2022 | ISBN 978-4-04-112859-6 |
| 12 | Capitoli (traduzioni letterali dei titoli) - 67. Tocco gentile (優しい掌?, Yasashī tenohira) - Otsuka e Tabata dopo il capitolo 67 (あの後シリーズ 67話の後の大塚と田端?, Ano go shirīzu 67-wa no nochi no Ōtsuka to Tabata) - 67.5. L'amore del senpai (先輩の恋?, Senpai no koi) - 68. La data di scadenza del primo amore (初恋の有効期限?, Hatsukoi no yūkō kigen) - I fratelli Ueno dopo il capitolo 68 (あの後シリーズ 68話の後の上野兄弟?, Ano go shirīzu 68-wa no nochi no Ueno kyōdai) - 69. Per il giorno in cui dirai che sei il mio ragazzo. (彼氏だって言う日の為に。?, Kareshi datte iu hi no tame ni.) - Akabane dopo il capitolo 69 (あの後シリーズ 69話の後の赤羽?, Ano go shirīzu 69-wa no nochi no Akabane) - 70. Yosuke e Hana (陽介と花?, Yōsuke to Hana) - 70.5. La storia di un giorno dopo essere stata scoperta. (バレた後のある日の話。?, Bareta ato no aru hi no hanashi.) - 71. Ad ognuno il suo percorso professionale (それぞれの進路?, Sorezore no shinro) - Ueno e Tabata dopo il capitolo 71 (あの後シリーズ 71話の後の上野と田端?, Ano go shirīzu 71-wa no nochi no Ueno to Tabata) - .72 Un mazzo di fiori per te. (君に花束を。?, Kimi ni hanataba o.) - Il bambino cresce 1 (子は育つ 1?, Ko wa sodatsu 1) - Il bambino cresce 2 (子は育つ 2?, Ko wa sodatsu 2) - Il bambino cresce 3 (子は育つ 3?, Ko wa sodatsu 3) - Il bambino cresce 4 (子は育つ 4?, Ko wa sodatsu 4) |                        |
| 13 | 4 agosto 2025 | ISBN 978-4-04-116305-4 |
| 13 | Capitoli (traduzioni letterali dei titoli) - Bloom 1. La vedova e le sue amiche (喪女と友達?, Moon'na to tomodachi) - Bloom 2. Aspirazioni di carriera e settori importanti (進路希望、重要欄?, Shinro kibō, jūyō ran) - Bloom 3. Voglio andare ad un appuntamento (デートがしたい?, Dēto ga shitai) - Bloom 4. Un piccolo monopolio (ちょっとの独占?, Chotto no dokusen) - Bloom 5. Ricordi con te. (君と思い出を。?, Kimi to omoide o.) |                        |

### Anime
Nel novembre 2022 è stato annunciato che il manga avrebbe ricevuto un adattamento anime, poi rivelatosi una serie televisiva prodotta da Silver Link, diretta e scritta da Mirai Minato, con Miwa Oshima a curare il character design e Yuki Hayashi e Shogo Yamashiro a comporre le musiche. La serie viene trasmessa dal 4 luglio 2025 su Tokyo MX e altre reti. La sigla di apertura è Bloom (feat. Ayumu Imazu) cantata dai TWS, mentre la sigla di chiusura è Souvenir (スーベニア?, Sūbenia) degli Glasgow. In Italia la serie viene pubblicata da Yamato Video in simulcast in versione sottotitolata sul canale Anime Generation di Prime Video.

#### Episodi
Questa lista è suscettibile di variazioni e potrebbe essere incompleta o non aggiornata.

| Nº | Titolo italiano Giapponese 「Kanji」 - Rōmaji                                            | In onda        | In onda |
| Nº | Titolo italiano Giapponese 「Kanji」 - Rōmaji                                            | Giapponese     |         |
| 1  | La cozza e il normie 「喪女とリア充」 - Moonna to riajū                                  | 4 luglio 2025  |         |
| 2  | Come si comporta una comparsa 「モブ女子の身の振り方」 - Mobu joshi no mi no furi kata   | 11 luglio 2025 |         |
| 3  | La cozza e il fiore inarrivabile 「喪女と高嶺の花」 - Moon'na to takane no hana          | 18 luglio 2025 |         |
| 4  | La cozza e i ragazzi dei giorni d'oggi 「喪女と今ドキ男子」 - Moon'na to ima doki danshi | 25 luglio 2025 |         |
| 5  | Non capisco le ragazze 「女子ってわかんない」 - Joshi tte wakan'nai                      | 1º agosto 2025 |         |
| 6  | Le ragazze sono una rottura 「女子ってめんどくさい」 - Joshi tte mendokusai              | 8 agosto 2025  |         |
| 7  | Avanti con le vacanze estive! 「進め！ 夏休み」 - Susume! Natsuyasumi                    | 15 agosto 2025 |         |

## Accoglienza
La serie si è classificata quinta nella categoria cartacea del quinto Next Manga Award nel 2019.